# NXNL1
NXNL1 (англ. Nucleoredoxin like 1) – білок, який кодується однойменним геном, розташованим у людей на короткому плечі 19-ї хромосоми. Довжина поліпептидного ланцюга білка становить 212 амінокислот, а молекулярна маса — 23 943.
| 10         |  | 20         |  | 30         |  | 40         |  | 50         |
| ---------- |  | ---------- |  | ---------- |  | ---------- |  | ---------- |
| MASLFSGRIL |  | IRNNSDQDEL |  | DTEAEVSRRL |  | ENRLVLLFFG |  | AGACPQCQAF |
| VPILKDFFVR |  | LTDEFYVLRA |  | AQLALVYVSQ |  | DSTEEQQDLF |  | LKDMPKKWLF |
| LPFEDDLRRD |  | LGRQFSVERL |  | PAVVVLKPDG |  | DVLTRDGADE |  | IQRLGTACFA |
| NWQEAAEVLD |  | RNFQLPEDLE |  | DQEPRSLTEC |  | LRRHKYRVEK |  | AARGGRDPGG |
| GGGEEGGAGG |  | LF         |  |            |  |            |  |            |

A: Аланін

C: Цистеїн

D: Аспарагінова кислота

E: Глутамінова кислота

F: Фенілаланін

G: Гліцин

H: Гістидин

I: Ізолейцин

K: Лізин

L: Лейцин

M: Метіонін

N: Аспарагін

P: Пролін

Q: Глутамін

R: Аргінін

S: Серин

T: Треонін

V: Валін

W: Триптофан

Локалізований у ядрі, мембрані.